# Xochistlahuaca
Xochistlahuaca è un comune del Messico, situato nello stato di Guerrero, il cui capoluogo è la località omonima.
Conta 28.839 abitanti (2015) e ha una estensione di 464,89 km².
Il nome in lingua nahuatl significa pianura piena di fiori.